# قطعنامه ۲۳۰ شورای امنیت
قطعنامه ۲۳۰ شورای امنیت سازمان ملل متحد که در تاریخ ۰۷ دسامبر ۱۹۶۶ تصویب شد، سندی بین‌المللی دربارهٔ پذیرش اعضای جدید سازمان ملل متحد: باربادوس است. این قطعنامه طی نشست ۱۳۳۰ام
با ۱۵ موافق،۰ مخالف و۰ ممتنع تصویب شد.